# Киркукская резня (1924)
Киркукская резня — это резня, устроенная 4 мая 1924 года ассирийскими призывниками против населения города Киркук, находившегося под британским мандатом в Ираке.

## Предыстория
В начале 1924 года, во время восстаний Махмуда Барзанджи, Британская империя разместила ассирийских призывников в провинции Киркук, чтобы использовать их в качестве наземных войск для захвата города Сулеймания.

## Резня
4 мая на местном рынке вспыхнул спор о ценах, который перерос в физическую драку. Призывники вернулись в свои лагеря, собрали винтовки и вооружённых людей. Согласно изданию "Документы британского внешнеполитического ведомства — Секретный печатный отчёт и документы Министерства иностранных дел: Расширение Ибн Сауда, 1922–1925", "два батальона ассирийцев вернулись в город и жестоко напали на нескольких мусульман, сидевших в чайных по дороге, разгромили мебель и избили посетителей". Ассирийские призывники забрались на крыши, открыли огонь по улицам и домам, грабили магазины и жилища.
Во время резни погибло более 300 иракских туркманов, арабов и  курдов, десятки людей были ранены.